# Anne Nivat
Anne Nivat (Poissy, 18 giugno 1969) è una giornalista francese di Le Point, scrittrice e corrispondente di guerra che ha coperto i conflitti in Cecenia, Iraq e Afghanistan. Premiata nel 2000 con l'Albert Londres Prize, è nota per le sue interviste e ritratti di civili, specialmente donne, sulla loro esperienza di guerra..

## Biografia
Figlia di Georges Nivat, accademico specializzato nel mondo russo e traduttore di Alexander Solzhenitsyn, e di Lucile Jonac, professoressa di russo, Anne Nivat ha un fratello minore Guillaume, classe 1971, ingegnere informatico. È cresciuta in Alta Savoia, vicino al confine svizzero e a Ginevra, dove ha praticato lo sci di alto livello.
Nel 1996 si è laureata in scienze politiche presso l'Institut d'études politiques (IEP) di Parigi. Nel 1996-1997 ha ricevuto una borsa di studio Fulbright ad Harvard, Stati Uniti. Iperpoliglotta, Anne Nivat, oltre al francese, parla inglese, tedesco, italiano, russo, ceco, polacco e ha anche nozioni di arabo.

## Carriera
Ha iniziato la carriera di giornalista presso la rivista Radio Free Europe/Radio Liberty e Transitions a Praga, dove ha lavorato per tre anni tra il 1995 e il 1997, incluso un periodo sotto Michael Kaufman, corrispondente estero del New York Times, mentre lui era in licenza.
Come giornalista, Nivat è nota soprattutto per i suoi reportage dalla Cecenia nel 1999-2000, dove ha lavorato per Ouest France e come corrispondente speciale per Libération. Ha detto di essere stata influenzata dal giornalista polacco Ryszard Kapuściński, che ha poi incontrato prima della sua morte, e dal giornalista italiano Curzio Malaparte, che ha coperto il fronte orientale durante la seconda guerra mondiale e ha scritto i suoi resoconti nei libri Kaputt (1944) e La pelle (1949). Nivat si è quindi recata a Mosca nel settembre 1999 e, quando i russi hanno invaso la Cecenia, ha chiesto l'accesso come giornalista ma le è stato negato. Ha ottenuto l'accesso alla zona di guerra viaggiando travestita da donna cecena e denunciata indipendentemente dal controllo russo. Nivat è stata in Cecenia per quattro mesi mentre si mescolava con la popolazione locale e riferiva del conflitto durante il divieto ai giornalisti fino a quando non è stata prelevata dal Servizio di sicurezza federale russo ed espulsa. Dice che crede che il suo successo in Cecenia sia basato su diversi fattori:
.
In Cecenia ha iniziato la sua carriera come corrispondente di guerra e ha detto che è stata anche la sua peggiore esperienza di guerra, poiché è sopravvissuta ai bombardamenti militari russi.
Nel 2001 Nivat ha scritto la storia della vita dell'ex membro dell'FLN Louisette Ighilahriz nel libro Algérienne, che è stato un bestseller. Dal 2004 ha lavorato per Le Point, un settimanale di notizie francese, e ha anche scritto per Le Soir e Le Nouvel Observateur, oltre che per l'Huffington Post francese. I suoi articoli in lingua inglese sono apparsi su USA Today, US News & World Report, The Washington Post, The New York Times e Nieman Reports. Sul New York Times ha scritto un pezzo intitolato "La vita nella 'zona rossa'", che parla delle sue esperienze come corrispondente di guerra in Iraq ed è incluso nel suo libro in lingua francese sull'Iraq. Ha anche scritto sull'Afghanistan confrontando i soldati canadesi che l'hanno invitata nel loro campo ei civili con cui ha avuto a che fare.
Nel 2012 le è stato annullato il visto per la Russia ed è stata nuovamente espulsa poco dopo un colloquio con l'opposizione russa e prima delle elezioni presidenziali. Giorni dopo, l'ufficiale dell'immigrazione è stato licenziato e l'ambasciatore russo si è scusato e ha invitato Nivat a tornare in Russia. Il suo resoconto è stato pubblicato dal New York Times.

## Vita privata
È sposata con il giornalista Jean-Jacques Bourdin. Hanno un figlio, Louis, nato nel novembre 2006.

## Opere
- Quand les médias russes ont pris la parole: de la glasnost à la liberté d'expression, 1985-1995, L'Harmattan, 1997
- Chienne de guerre: une femme reporter en Tchétchénie, Fayard, 2000 (premio Albert-Londres), Le Livre de Poche, 2001 ISBN 978-2213606903
- Algérienne, avec Louisette Ighilahriz, Fayard, 2001
- La Maison haute, Fayard, 2002, Le Livre de Poche, 2003
- La guerre qui n'aura pas eu lieu, Fayard, 2004
- Lendemains de guerre en Afghanistan et en Irak, 2004 (premio letterario littéraire Erwan Bergot), Le Livre de Poche, 2005
- Islamistes, comment ils nous voient, 2006, Le Livre de Poche, 2010
- Par les monts et les plaines d'Asie Centrale, Fayard, 2006
- Bagdad Zone rouge, Fayard, 2008
- Correspondante de guerre, (con Daphné Collignon), pubblicato da Reporters sans frontières, Soleil, Parigi, 2009 ISBN 978-2-302-00565-5
- Les Brouillards de la guerre, Fayard, 2011
- La République juive de Staline, Fayard, 2013
- Dans quelle France on vit, Fayard, 2017 ISBN 978-2213654294
- La France en face, Fayard, 2022 ISBN 978-2213712567